# Ca l'Obianc
Ca l'Obianc és un edifici modernista del municipi de Pallejà (Baix Llobregat) que forma part de l'Inventari del Patrimoni Arquitectònic de Catalunya. Construïda l'any 1914.

## Descripció
Casa construïda sobre una cantonada i que col·loca l'eix de lectura en aquesta. Les finestres estan decorades amb rajola i la barana de la coberta juga en fines corbes que emmarquen les reixes de protecció. Té un pis i a sobre una terrassa. La planta baixa, a part de l'entrada, presenta dues finestres, una d'elles circular molt interessant. Els elements decoratius de la façana són de rajola (utilitzada molt abundantment) i el ferro forjat.